# Jaroslav Blahník
Jaroslav Blahník (2. března 1927 Plzeň – 24. června 1950 Věznice Pankrác) byl český automechanik a agent chodec odsouzený komunistickým režimem k trestu smrti a v roce 1950 popraven.

## Životopis
Narodil se v roce 1927 v Plzni. Jeho otec Jaroslav byl zámečník Československých státních dráh. Jeho matka Anastázie zemřela, když mu bylo 11 let. Měl také o šest let mladší sestru Miloslavu. Otec se později znovu oženil. 

### Zatčení otce
Po absolvování pěti tříd obecné školy a čtyř tříd měšťanské školy chtěl ve studiu pokračovat, ovšem vzhledem k zatčení jeho otce gestapem v roce 1942 nemohl. Jeho otec byl přitom zatčen poté, co měl u sebe přechovávat nelegálně drženou pistoli, kterou měl Jaroslav vyhodit do řeky. Ten tak ale neučinil, zakopal ji do země v jeskyni a zabalil do novin. Noviny, jimiž ji zabalil, byly ovšem registrovány na jméno jeho otce a po nalezení zbraně členy Hitlerjugend došlo k zatčení a následnému odsouzení jeho otce i nevlastní matky. Oba byli pak vězněni až do konce druhé světové války. Jaroslav i jeho sestra pak museli žít u příbuzných (později nicméně uváděl, že se mu u nich žilo lépe než doma).

### Kariéra
Vzhledem k tomu, že po této události nemohl studovat na střední škole, se u svého příbuzného vyučil automechanikem a do roku 1945 pracoval. Po konci války se přestěhoval do Stříbra, kde v roce 1946 působil na vojenské službě. Ve Stříbře pak byl jako automechanik zaměstnán u firmy vlastněné Jaroslavem Olexou. Stal se také členem skauta a v listopadu 1947 vstoupil do České strany národně sociální.
V roce 1947 opravoval auto ředitelem nizozemské pobočky firmy Škoda Pietera Cornelise Laureta, který jej pozval pracovat do nizozemského Haagu. Tuto nabídku Blahník přijal. V rámci svého působení zajišťoval mimo jiné přepravu vozidel mezi Nizozemskem a Československem. V prosinci 1947 se vrátil do vlasti, přičemž se ve Stříbře stal řidičem pro Západočeské dřevařské závody. Při výkonu tohoto povolání získal četné znalosti terénu v pohraničí.

### Po únoru 1948
Po převratu v únoru 1948 se rozhodl Československo opustit. Spolu se známým z vojenské služby Václavem Simbartlem se domluvil na útěku do Německa. Útěk plánovali na červenec 1948. Po celodenní cestě se jim podařilo přiblížit na několik set metrů ke státní hranici, přičemž po setmění se jim podařilo ji překročit. Poté se jako uprchlíci nahlásili v německém Waidhausu. Poté byli přemístěni do uprchlického tábora v Regensburgu, o měsíc později pak byli po zrušení tohoto tábora převezeni do uprchlického tábora v Bavorsku. Vzhledem ke špatným podmínkám v táboře se rozhodli odejít zpět do Československa, v němž chtěli získat zboží kterého bylo v táboře nedostatek, a po návratu jej na Západě na černém trhu prodat. Překročení státní hranice zpět do země bylo úspěšné a Blahník se tak vydal získat do Prahy bižuterii poté, co se o tomto kontaktu dozvěděl od dalšího uprchlíka v táboře. Blahník poté slíbenou bižuterii skutečně získal a po dalším úspěšném překročení státní hranice se vrátil do uprchlického tábora, v němž byla bižuterie úspěšně prodána. Vzhledem k této vydařené akci se rozhodl provést podobnou již v říjnu 1948, přičemž i ta byla úspěšná a na konci listopadu 1948 tak podniknul třetí. Při svém návratu z Československa mu byl ale německou pohraniční stráží zabaveno zboží a Blahník byl za pašeráctví odsouzen k tříměsíčnímu trestu odnětí svobody.

#### Práce pro americkou rozvědku
Ve vězení se pod příslibem opětovného zisku zabaveného zboží včetně bižuterie stal agentem americké tajné služby CIC a byl pověřen úkolem předat v Praze v únoru 1949 dva dopisy. I tato akce se mu vydařila a v Praze poté navázal řadu kontaktů s protikomunistickými odbojáři. Popáté ilegálně překročil hranici do země již v březnu 1949. Kromě předání dopisů a převzetí zásilky měl tentokrát rovněž pomoci přes státní hranici převést emigranta. Nakonec emigrantů převedl vícero, když v Praze navázal řadu dalších kontaktů. V květnu 1949 se tedy po několika úspěšných akcích vrátil do uprchlického tábora. Při svém šestém překročení státní hranice měl splnit řadu úkolů včetně pašování řady dopisů zpravodajského i osobního charakteru a při cestě zpět měl navíc převést několik československých občanů. Po překročení státní hranice byl ovšem na nádraží ve Stráži u Tachova vážně zraněn při přestřelce s místním hospodským, o kterém se vzhledem k jeho opakovaným dotazům na Blahníkovu legitimaci a obsahu zavazadla domníval, že je agentem Státní bezpečnosti. Hospodský po přestřelce svým zraněním podlehl, přičemž Blahník byl dopaden nedlouho poté, když se skrýval v nedaleké stodole. Zajímavostí přitom je, že motivace hospodského není zcela jasná a je docela možné, že jeho jediným cílem bylo jistý pocit moci poté, co pistoli o několik hodin dříve získal.

#### Soudní proces a poprava
Ze svých zranění se Blahník zotavil a po svém zatčení byl v září 1949 obžalován. Do politického procesu s jeho osobou pak byli zapojeni všichni, s nimiž byl v kontaktu, které se StB podařilo vypátrat (šlo tedy o celkem třináct dalších osob). V listopadu 1949 byl za trestné činy velezrady, vyzvědačství a vraždy odsouzen k trestu smrti. V dubnu 1950 zamítl Bahníkovo odvolání Nejvyšší soud. Po neudělení milosti tak byl Blahník v červnu 1950 popraven.

## Hrob
V roce 1965 byla urna tajně pohřbena do společného hrobu na Motolském hřbitově. Zde bylo 20. května 2000 slavnostně otevřeno a vysvěceno Čestné pohřebiště politických vězňů. Jméno Jaroslava Blahníka je uvedeno na jedné (umístěné vlevo) ze dvou šedých mramorových desek instalovaných v roce 2012.
Na Čestném pohřebišti III. odboje na Ďáblickém hřbitově se nachází jeho symbolický hrob. Tamní symbolické náhrobky odkazují na zemřelé politické vězně bez ohledu na jejich skutečné místo pohřbení. Zajímavostí je, že jej na pražském Ďáblickém hřbitově z neznámého důvodu připomínají dvě pamětní desky, přičemž jedna z nich mylně uvádí datum úmrtí v prosinci 1950.

## Připomínka
- Jeho jméno je uvedeno na Pomníku Miladě Horákové a Obětem komunismu v Praze 4 - Nuslích na Náměstí Hrdinů, u stanice metra Pražského povstání, před Vrchním soudem v Praze a Vrchním státním zastupitelstvím v Praze.[8]

## Galerie

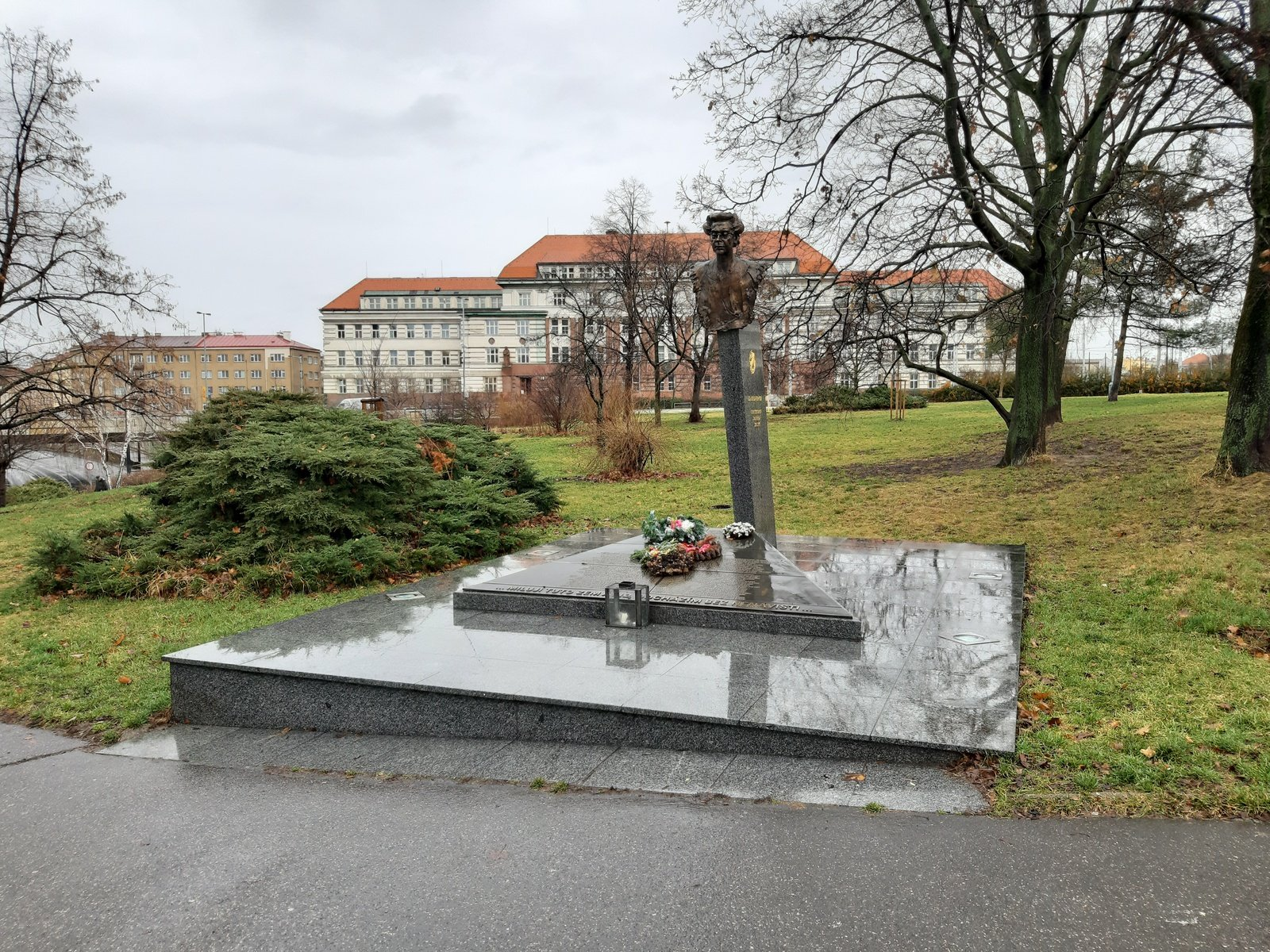
Pomník na náměstí Hrdinů v Praze 4 - Nuslích
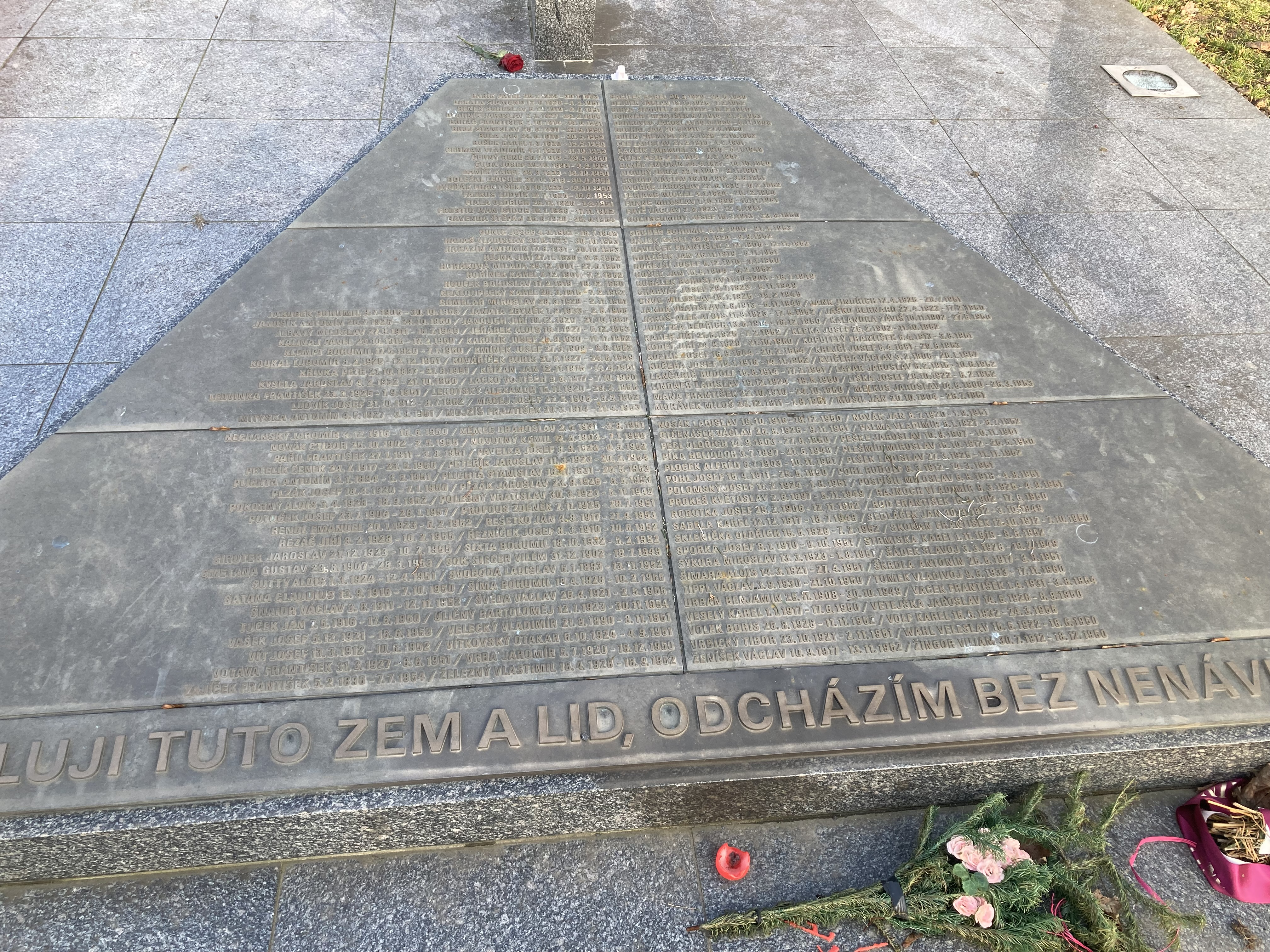
Seznam obětí komunismu se jménem J. Blahníka na pomníku na náměstí Hrdinů v Praze 4 - Nuslích
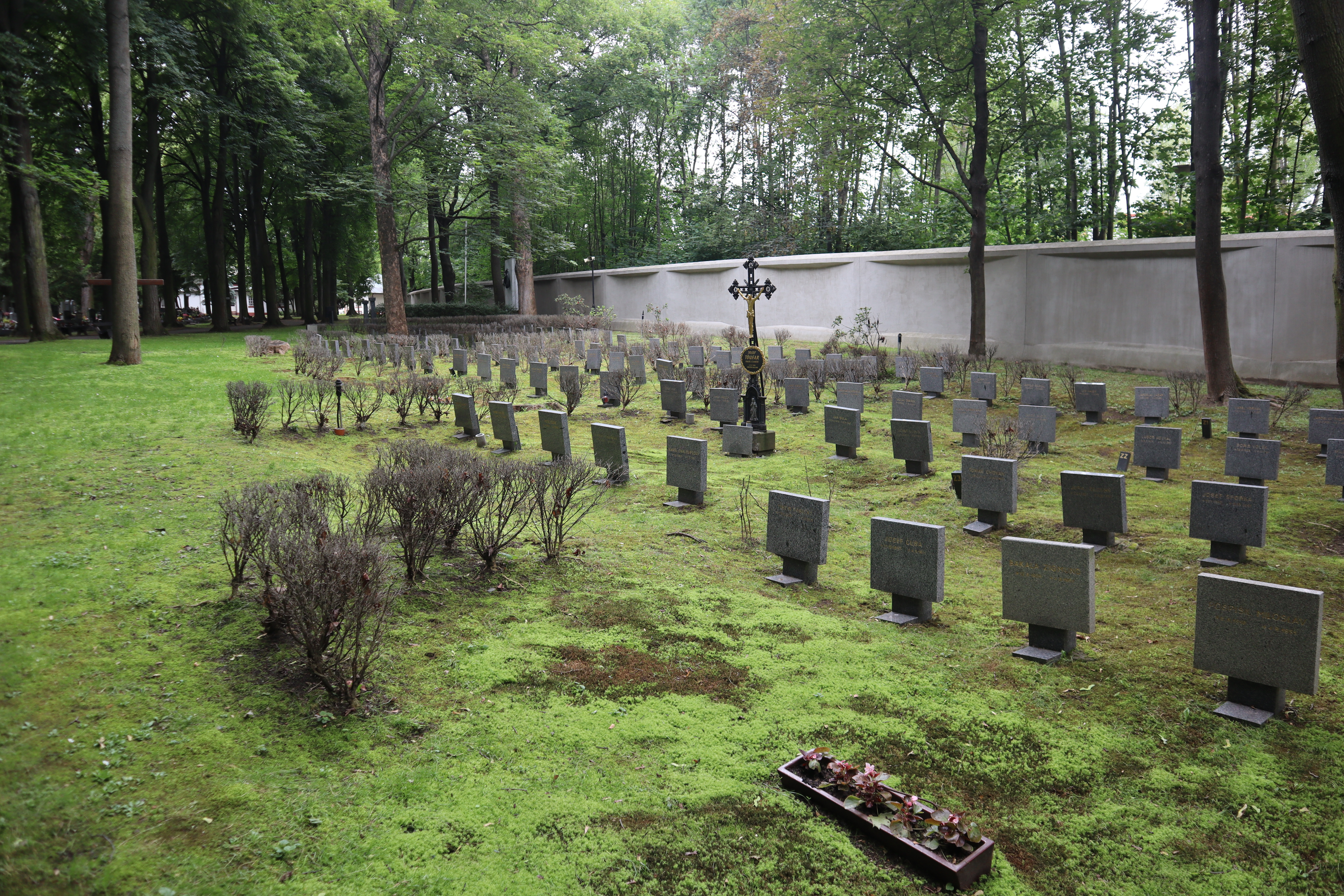
Čestné pohřebiště popravených a umučených z 50. let (III. odboj) na Ďáblickém hřbitově
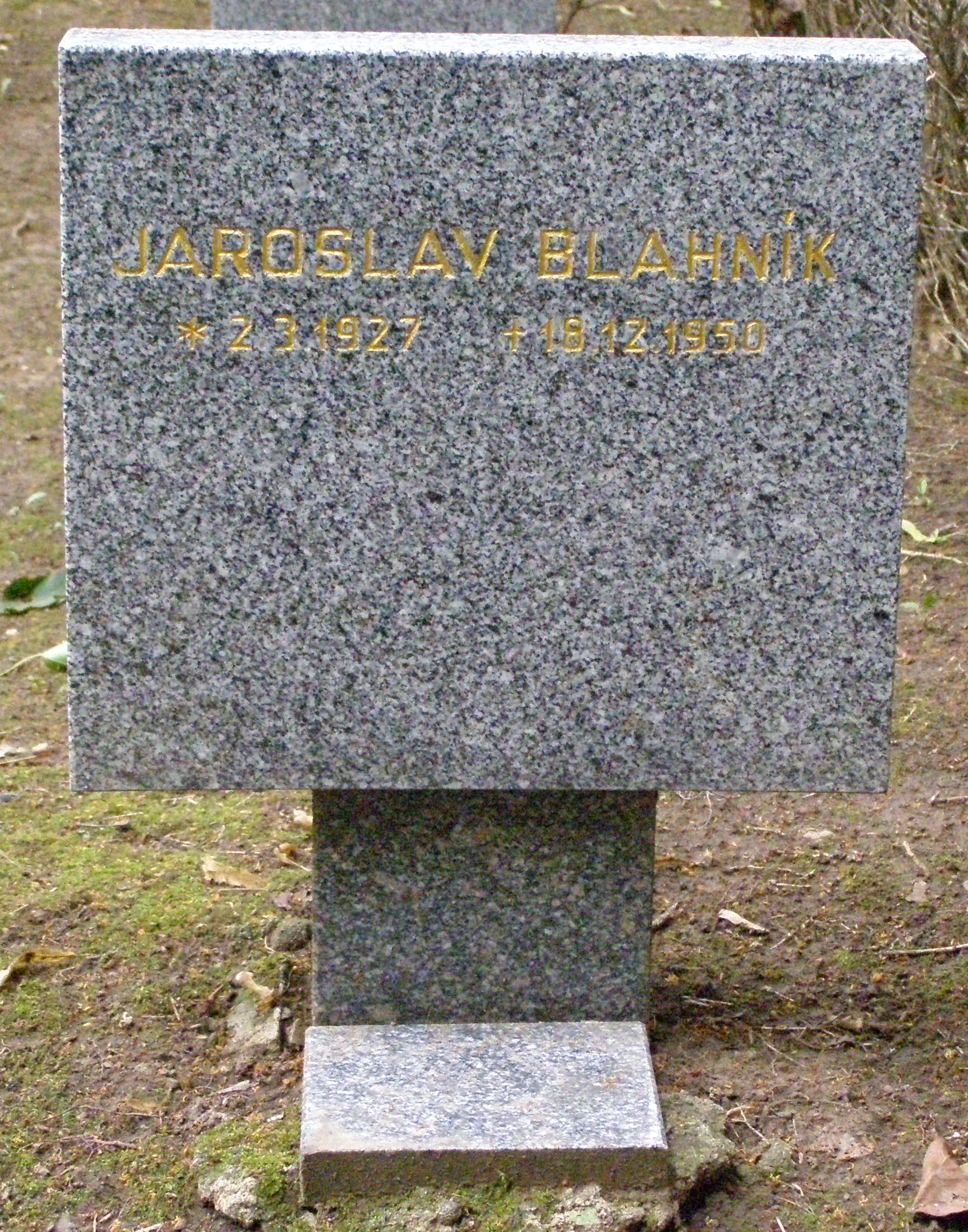
Symbolický hrob J. Blahníka na Čestném pohřebišti popravených a umučených z padesátých let (III. odboj) na Ďáblickém hřbitově
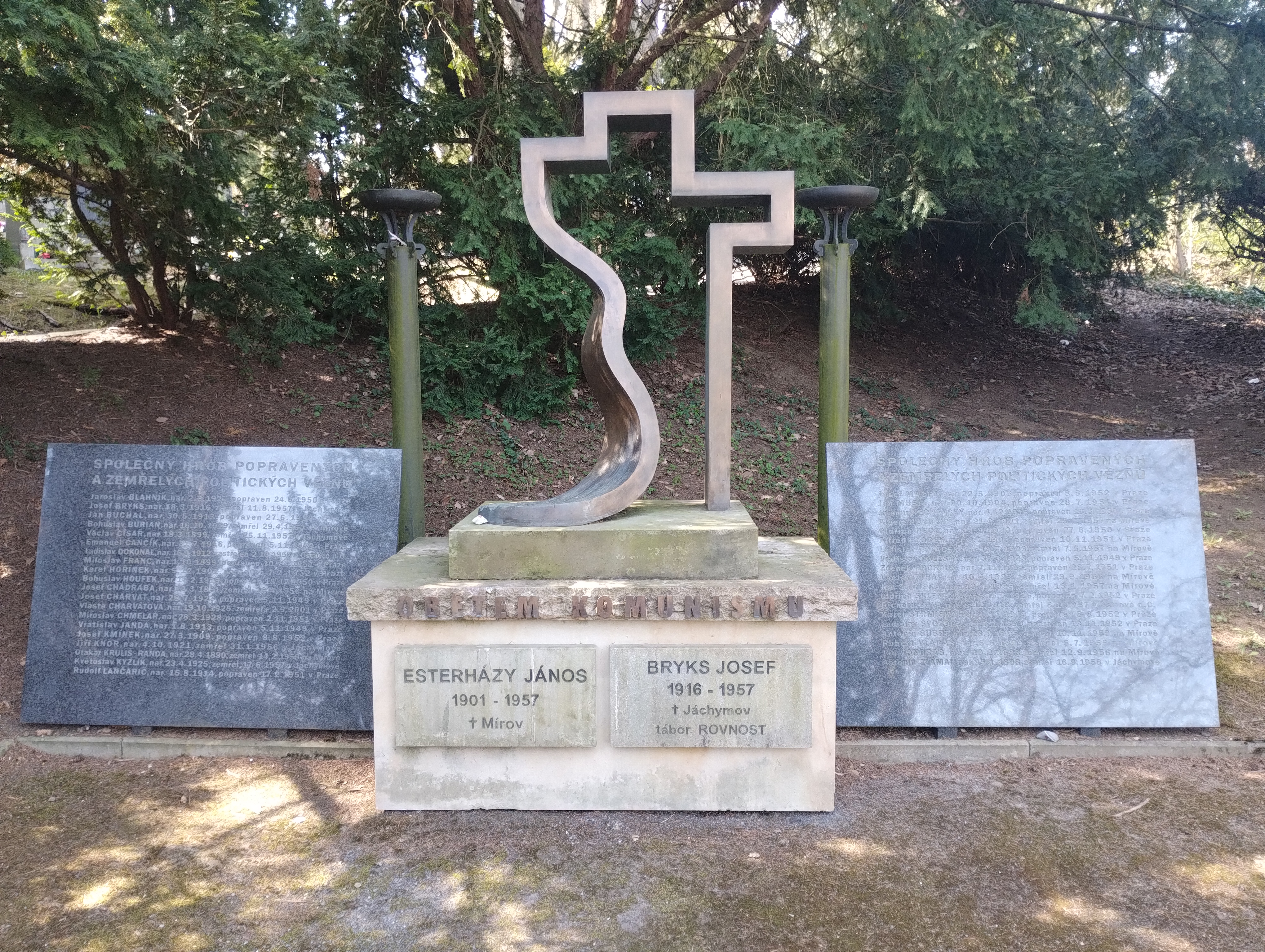
Památník na Čestném pohřebišti politických vězňů, Motolský hřbitov
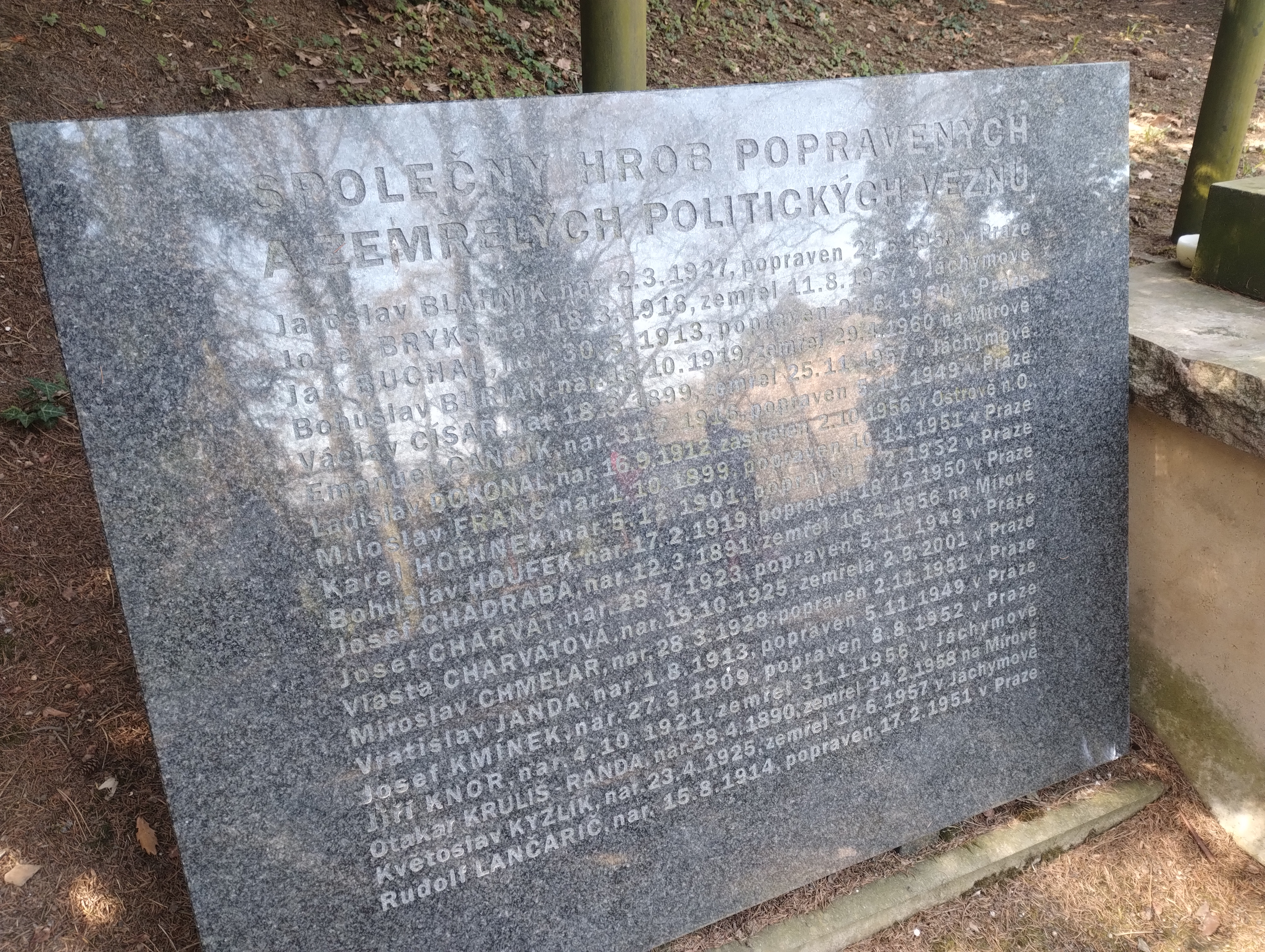
Památník na Čestném pohřebišti politických vězňů, deska vlevo se jménem J. Blahníka, Motolský hřbitov